# Parafia Matki Bożej Królowej Pokoju w Polanicy-Zdroju
Parafia Matki Bożej Królowej Pokoju w Polanicy-Zdroju – znajduje się w dekanacie polanickim w diecezji świdnickiej. Była erygowana w 1992 r. Jej proboszczem jest sercanin o. Piotr Budrewicz.

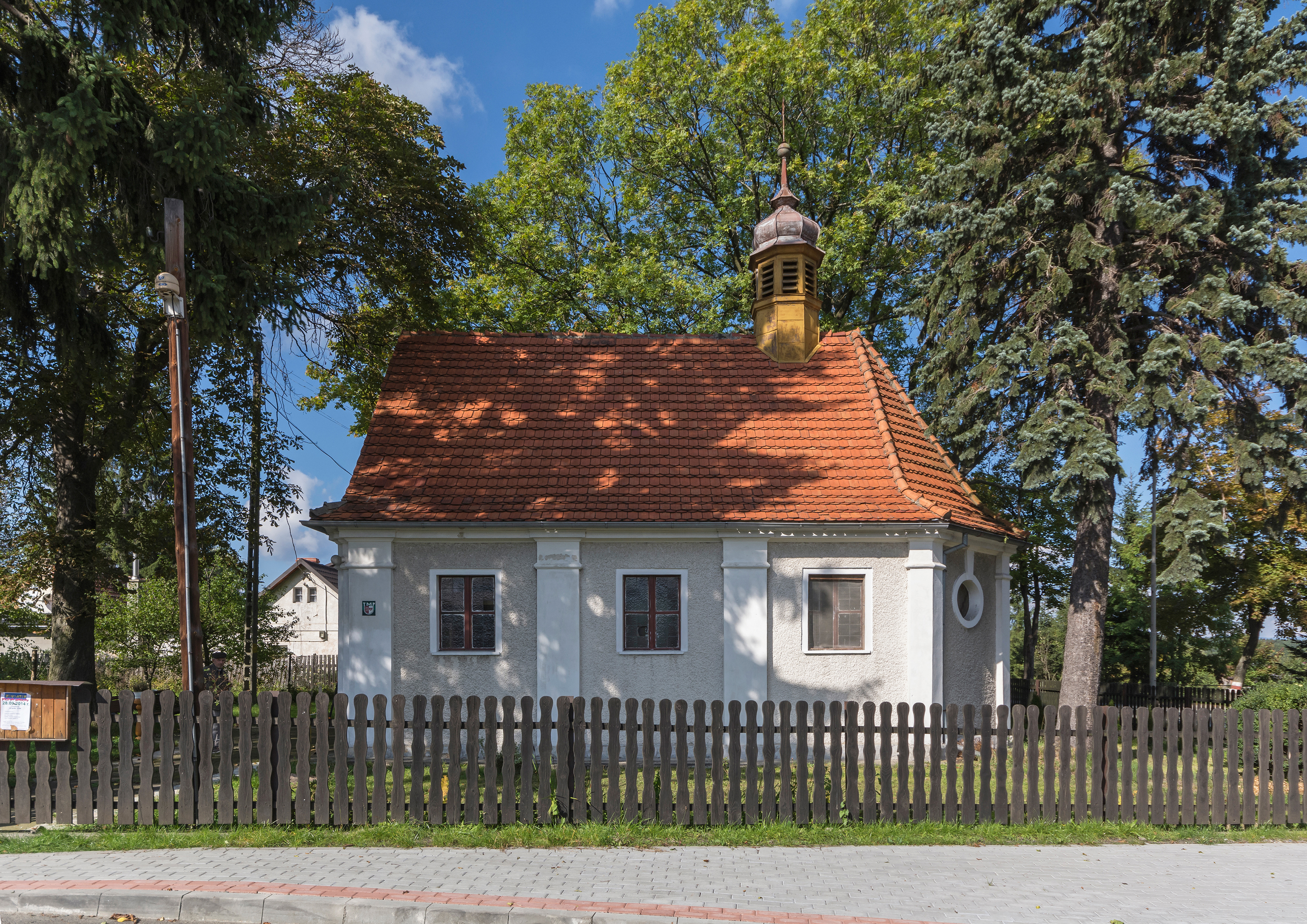
Kaplica św. Antoniego w Nowym Wielisławiu